# Кокшаров, Юрий Александрович

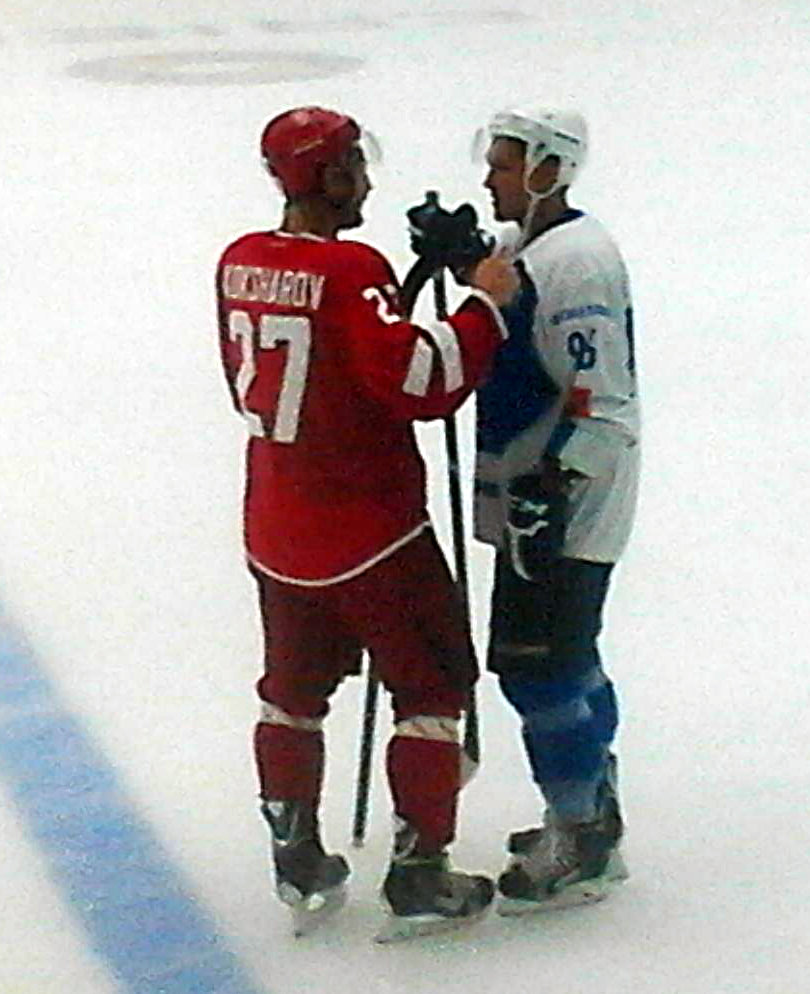
Юрий Кокшаров (слева) и Денис Игнашин.

Ю́рий Алекса́ндрович Кокша́ров (род. 1 ноября 1985, Челябинск) — российский хоккеист, центральный нападающий клуба белорусской экстралиги А «Гомель». Мастер спорта России.

## Биография
Юрий Александрович Кокшаров родился 1 ноября 1985 года в городе Челябинске Челябинской области.
В 2002 году окончил школу № 52 г. Челябинска.
Юрий Кокшаров начал свою профессиональную карьеру в 2004 году в составе хабаровского клуба Азиатской хоккейной лиги «Голден Амур», выступая до этого за фарм-клуб «Амура». В своём дебютном сезоне Юрий провёл на площадке 43 матча, в которых он набрал 26 (13+13) очков. Перед началом сезона 2005/06 Кокшаров подписал контракт с курганским клубом Высшей лиги «Зауралье», в составе которого он выступал на протяжении двух сезонов, набрав за это время 46 (14+32) очков в 107 проведённых матчах.
Летом 2007 года Юрий вернулся в Хабаровск, однако ещё до старта сезона было объявлено о расторжении его соглашения с клубом. Сразу после этого Кокшаров перешёл в саратовский «Кристалл», где он стал лучшим бомбардиром, в 56 матчах отметившись 50 (19+31) результативными баллами, тем не менее конец того сезона он провёл уже в фарм-клубе тольяттинской «Лады». В 2008 году Юрий заключил соглашение с ханты-мансийской «Югрой», в составе которой он стал обладателем Кубка Братина, записав на свой счёт 43 (24+19) очка в 70 проведённых матчах.
Благодаря своей успешной игре, летом 2009 года он всё-таки подписал полноценный контракт с «Амуром», в составе которого 13 сентября в матче против московского ЦСКА и дебютировал в Континентальной хоккейной лиге, а спустя две недели в игре с екатеринбургским «Автомобилистом» забросил свою первую шайбу в КХЛ. Всего в составе дальневосточного клуба Кокшаров выступал на протяжении двух сезонов, проведя за это время 86 матчей, в которых он набрал 17 (8+9) очков.
10 мая 2011 года Юрий заключил двухлетнее соглашение с новокузнецким «Металлургом», однако во время предсезонной подготовки он получил травму ключицы, поэтому свой первый матч в составе нового клуба сумел провести лишь 20 ноября. 31 января 2012 года, так и не сумев закрепиться в составе «Кузни», Кокшаров расторг свой контракт с клубом и подписал договор с донецким клубом ВХЛ «Донбасс».
С июля 2019 года является игроком клуба «Гомель» (Республика Беларусь).

## Награды и звания
Мастер спорта России, 12 июля 2011 года.

## Статистика
| Легенда | Легенда                    | Легенда | Легенда                   | Легенда | Легенда    |
| ------- | -------------------------- | ------- | ------------------------- | ------- | ---------- |
| И       | Количество проведённых игр | Штр     | Штрафное время            | +/−     | Плюс-минус |
| Г       | Голы                       | П       | Голевые передачи          | О       | Очки       |
| -       | Статистика неизвестна      | —       | Статистика не учитывалась |         |            |

### Клубная карьера
- a В «Плей-офф» учитывается статистика игрока в Кубке Надежды.

## Достижения
| Год  | Команда | Достижение               | Достижение |
| ---- | ------- | ------------------------ | ---------- |
| 2009 | Югра    | Обладатель «Братины» (2) |            |
| 2013 | Торос   | Обладатель «Братины» (2) |            |

| Год  | Команда   | Достижение      | Достижение |
| ---- | --------- | --------------- | ---------- |
| 2012 | Донбасс-2 | Чемпион Украины |            |

| Год  | Команда   | Достижение       | Достижение |
| ---- | --------- | ---------------- | ---------- |
| 2012 | Донбасс-2 | MVP плей-офф ПХЛ |            |